# A History Channel Thanksgiving
«A History Channel Thanksgiving» («El Día de la Acción de Gracias a History Channel» en Hispanoamérica) es el decimotercer episodio de la decimoquinta temporada de la serie animada South Park, y el episodio N.º 222 en general. El episodio se estrenó en Comedy Central el 9 de noviembre de 2011 en Estados Unidos. En este episodio, los chicos de South Park descubrieron accidentalmente el verdadero origen de Acción de Gracias después de ver un documental en el canal History Channel alegando que los extraterrestres estuvieron presentes en la reunión inicial en 1621.
El episodio fue escrito y dirigido por el cocreador de la serie Trey Parker con clasificación TV-MA L en los Estados Unidos, hace parodia de la serie Alienígenas Ancestrales y de la película Thor.

## Cronología
El capítulo comienza en la escuela de South Park donde el Sr. Garrison muestra una charla a sus estudiantes acerca del Día de Acción de Gracias a cargo de un indio llamado David "caballo galopante" Sawitski que también es un Cheroqui al 1/16, una vez terminada la lectura, los chicos son asignados a escribir un informe sobre la historia de Acción de Gracias, así que ellos observan un programa de televisión en History Channel enterándose de que el primer día de Acción de Gracias celebrado en 1621, fue influenciado por la presencia de extraterrestres. A pesar de la indignación de Kyle en los argumentos del programa, que no está de acuerdo, los chicos utilizan el programa como una fuente para su informe. Luego de entregar sus informes, los agentes de History Channel exigen que los chicos les digan de donde obtuvieron la información sobre los extraterrestres, los chicos mencionan que obtuvieron la información en el programa del canal, el agente ve ésta "coincidencia" como validación de las teorías de la historia, y muestra los testimonios de los chicos en un programa secuencial, acreditando a Stan como el "experto en historia" y Kyle como un "profesor de Acción de Gracias de la Universidad DeVry" a pesar de que él no está de acuerdo en varios fragmentos de la historia, todo esto llama la atención del profesor David Sawitski quien está muy enfurecido por la proliferación de falsedades sobre la historia de los nativos americanos, llegando a la casa de Kyle amenazando con una pistola en su cabeza. 
El capitán Myles Standish de Plymouth, un planeta en Can Mayor cuyos habitantes son parecidos a los peregrinos americanos de la era colonial, cae a la tierra. En Plymouth, el líder peregrino reúne a su gente, diciendo que sus enemigos "los indios" han asaltado sus minas de relleno, lo que lleva a una escasez de relleno en la Tierra que provoca a Cartman a entrar en pánico. Standish aparece en la casa de Kyle, agrede y mata a Sawitski de un láser y le pide ayuda a Kyle para que regrese a su planeta. Después que Nathalie Portman los lleva a una zona boscosa, Standish muestra a Kyle un mapa de cinco planetas: Tierra, Plymouth, Indi, Colthenheim y el mundo de Linterna Verde, que están conectados por agujeros de gusano, en el mapa se asemejan a los dibujos trazados a mano de pavos realizado por chicos escolares, Standish explica que su gente y sus enemigos fueron responsables del primer Día de Acción de Gracias, y advierte a Kyle que debido a que el tratado de 300 años entre Plymouth e Indi ha terminado, los indios saquearán las minas de relleno de Plymouth. Los agentes de History Channel aparecen, y cuando le dicen a Standish que no pudieron abrir el agujero de gusano a Plymouth dibujando el símbolo de pavo en "La Piedra de Plymouth", Standish les informa que necesitan a Natalie Portman, quien es la guardiana del Portal, en un principio Portman se negaba a abrir el agujero de gusano, pero el agente y el peregrino convencieron a Kyle para que tuvieran una cena entre él y Portman, de esta manera, Portman decidió abrir el agujero enviando a Standish de vuelta a Plymouth, donde derrota a los indios.
De vuelta al planeta Tierra, la campaña de Standish contra los indios se relaciona en otro especial de "History TV", que también añade la nueva teoría de que el primer Día de Acción de Gracias estaba embrujado, Kyle nuevamente se sintió indignado.

## Recepción
Ryan McGee del sitio The AV Club calificó al episodio un B comentando "Esta noche en South Park no pasó ningún tiempo pensando en los acontecimientos de la semana pasada, favoreciendo en cambio un ataque contra The History Channel, apofenia y Natalie Portman. Cuando la gente piensa en ésta temporada, este no será un episodio que saldrá inmediatamente, pero en lo que respecta a episodios ridículos escritos y dibujados por personas que han visto un montón de Thor recientemente, esto no fue malo".
Ramsey Isler del sitio IGN calificó un 7.5/10, comentando "La historia no perdió tiempo en entrar en su parodia de <<History Channel>>. La meta se coloca de lleno en los alienígenas ancestrales específicamente, y la dirección está muy bien hecha. El tono de la parodia se desplaza como el episodio se convierte en una parodia/homenaje a la película Thor, tenemos a los nativos americanos como los Gigantes de Hielo y los peregrinos como los Asgardianos, y Nathalie Portman se incluyó aparentemente sin un propósito real, En general sigue siendo un reloj entretenido, pero si tenía más enfoque podría haber sido algo realmente especial".
Katia McGlynn de The Huffington Post, quien ha encontrado los temas graciosos del episodio, elogió a Parker y Stone por su habilidad de hacer un episodio tópico en sólo seis días, y usar la clase de cuarto grado como un microcosmos para parodiar los eventos actuales.
Johnny Firecloud del sitio CraveOnLine calificó un 5/10 opinando que no es gracioso comparado el episodio con "Un viaje ácido atado con mucha estricnina. Firecloud simpatizó con aquellos que sienten que la serie es "un lío sobrecargado", y pensó en este episodio una justificación para la posible cancelación de la serie.